# Still Life
 Denne artikel omhandler et album af Opeth. Opslagsordet har også en anden betydning, se "Still Life" (American Concert 1981).
Still Life er det fjerde studiealbum fra den svenske progressiv dødsmetal-gruppe Opeth. Still Life blev optaget på Maestro Musik og Fredman Studios fra 15. april til 29. maj 1999. Albummet er produceret og sat sammen af Opeth og der blev arbejdet yderligere på lyden af Fredrik Nordström og Isak Edh. Albummet blev mastered i The Mastering Room af Göran Finnberg. Hæftet i albummets omslag blev designet af Travis Smith og Opeth og fotografien blev produceret af Harry Välimäki og Travis Smith.
Albummet er det første af gruppens album, hvor Martin Mendez kan høres på bas; selvom han blev del af gruppen forud for udgivelsen af My Arms, Your Hears, havde han ikke tid nok til at bidrage med musik på optagelsen.

## Sange
Indtil udgivelsen af Blackwater Park i 2001 var Still Life gruppens kommercielt mest succesfulde album. Som de fleste af gruppens øvrige album indeholder Still Life gruppens kendetegnende blanding af dødsmetal og elementer fra progressiv rock.
I forhold til tidligere udgivelser er forsanger Mikael Åkerfeldts dødsmetalgrowl på dette album væsentligt dybere end på tidligere album.
Den eneste rent akustiske sang på albummet er sangen "Benighted", som blandt andet indeholder en jazzinspireret guitarsolo. Sangen, som har visse ligheder med Camels "Never Let Go" fra deres debutalbum Camel, er en af de få af Opeths sange, der følger en lineær sangstruktur med vers og omkvæd. "Face of Melinda" betragtes som en forholdsvist blød sang i forhold til Opeths øvrige materiale, idet den, til trods for at den indeholder guitarriff, der er typisk for gruppens tungere sange, udelukkende indeholder ren vokal og ingen growl. I stræben efter at få sangen til at mindre mere om jazz, benytter gruppen på albummet en båndløs basguitar og de sædvanlige trommestikker er udskiftet med børster. Gruppen betragter selv sangen som deres ballade.

## Spor
Alle sange er skrevet af Mikael Åkerfeldt.
1. "The Moor" – 11:26
2. "Godhead's Lament" – 9:47
3. "Benighted" – 5:00
4. "Moonlapse Vertigo" – 9:00
5. "Face of Melinda" – 7:58
6. "Serenity Painted Death" – 9:13
7. "White Cluster" – 10:02

## Musikere
- Mikael Åkerfeldt – Vokal, el-guitar
- Peter Lindgren – El-guitar
- Martin Mendez – El-bas
- Martin Lopez – Trommer